# Yamagata, Gifu

Yamagata (山県市 Yamagata-shi?) este un municipiu din Japonia, prefectura Gifu.